# 亀田鵬斎

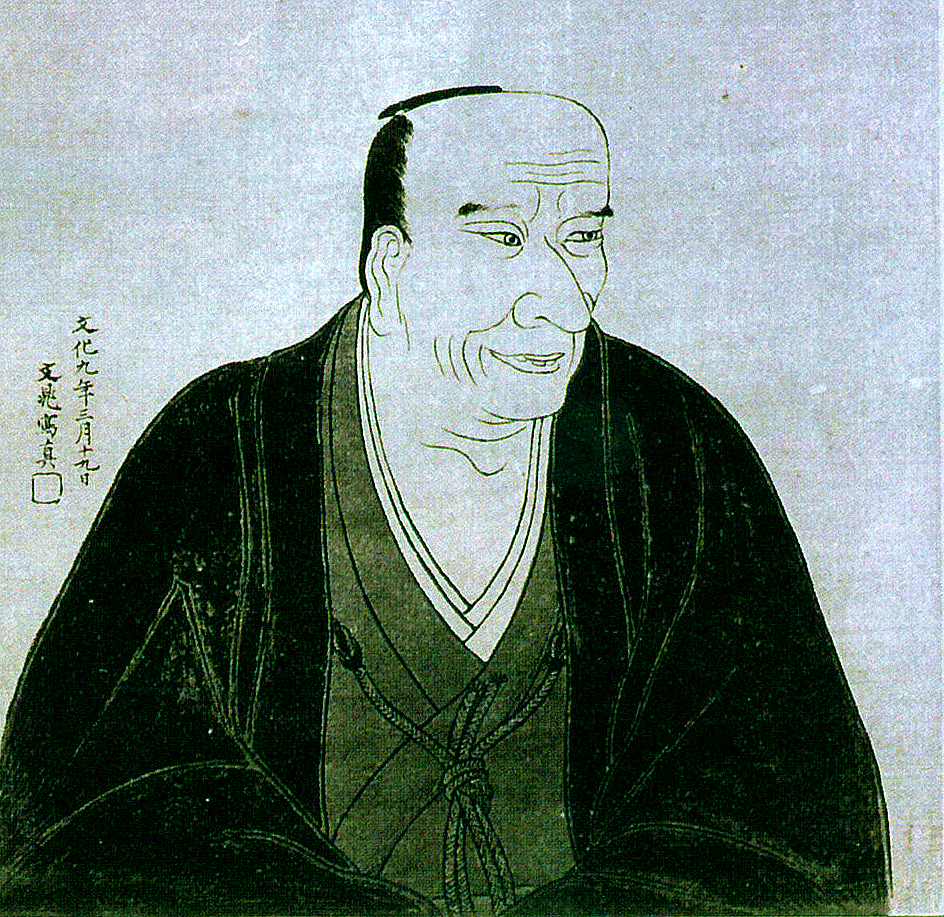
亀田鵬斎像　谷文晁画　北村探僊縮模

亀田 鵬斎（かめだ ぼうさい、宝暦2年9月15日（1752年10月21日） - 文政9年3月9日（1826年4月15日））は、江戸時代の化政文化期の書家、儒学者、文人。江戸神田生れ（上野国邑楽郡富永村上五箇村生まれの異説あり）。
鵬斎は号。名を翼、後に長興に改名。略して興（おこる）。字は国南、公龍、穉龍（ちりゅう）、士龍、士雲、公芸。幼名を彌吉、通称 文左衛門。

## 略歴

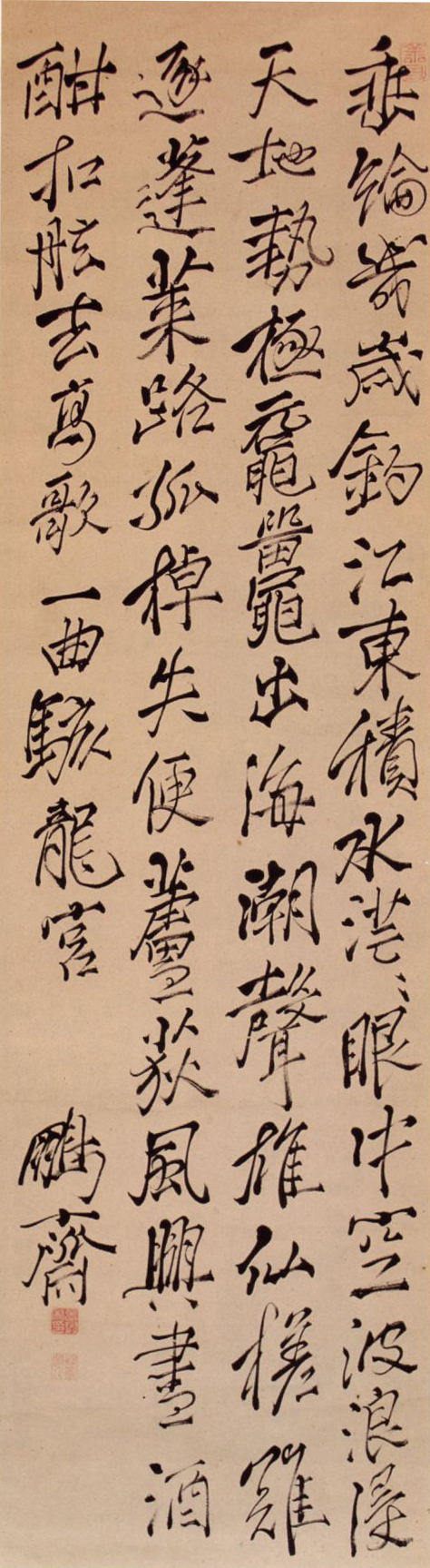
鵬斎筆 五言律詩四行草書「瀑近春風温」

父は萬右衛門といい、上野国邑楽郡富永村上五箇村（現在の群馬県邑楽郡千代田町上五箇）の出身で日本橋横山町の鼈甲商長門屋の通い番頭であったが、鵬斎が7歳のころにこの長門屋を継いだ。母の秀は、鵬斎を生んで僅か9ヵ月後に歿した。
鵬斎は6歳にして三井親和より書の手ほどきを受け、町内の飯塚肥山について素読を習った。14歳の時、井上金峨に入門。才能は弟子の中でも群を抜き、金峨を驚嘆させている。この頃の同門 山本北山とは終生の友となる。23歳で私塾を開き経学や書などを教え、 躋寿館においても教鞭を執った。赤坂日枝神社、駿河台、本所横川出村などに居を構え、享和元年（1801年）50歳のとき下谷金杉に移り住んだ。妻佐慧との間に数人の子を生んだが皆早世し、亀田綾瀬のみ生存し、のちに儒学者・書家となる。亀田鴬谷（かめだおうこく）は孫にあたる。
鵬斎は豪放磊落な性質で、その学問は甚だ見識が高く、その私塾（乾々堂→育英堂→楽群堂）には多くの旗本や御家人の子弟などが入門した。彼の学問は折衷学派に属し、すべての規範は己の中にあり、己を唯一の基準として善悪を判断せよとするものだった。従って、社会的な権威をすべて否定的に捉えていた。
松平定信が老中となり、寛政の改革が始まると幕府正学となった朱子学以外の学問を排斥する「寛政異学の禁」が発布される。山本北山、冢田大峯、豊島豊洲、市川鶴鳴とともに「異学の五鬼」とされてしまい、千人以上いたといわれる門下生のほとんどを失った。その後、酒に溺れ貧困に窮するも庶民から「金杉の酔先生」と親しまれた。塾を閉じ50歳頃より各地を旅し、多くの文人や粋人らと交流する。
享和2年（1802年）に谷文晁、酒井抱一らとともに常陸国（現 茨城県龍ケ崎市）を旅する。この後、この3人は「下谷の三幅対」と呼ばれ、生涯の友となった。
文化5年、妻佐慧歿す。その悲しみを紛らわすためか、翌年日光を訪れそのまま信州から越後、さらに佐渡を旅した。この間、出雲崎にて良寛和尚と運命的な出会いがあった。3年にわたる旅費の多くは越後商人がスポンサーとして賄った。60歳で江戸に戻るとその書は大いに人気を博し、人々は競って揮毫を求めた。一日の潤筆料が5両を超えたという。この頃、酒井抱一が近所に転居して、鵬斎の生活の手助けをしはじめる。
鵬斎の書は現代欧米収集家から「フライング・ダンス」と形容されるが、空中に飛翔し飛び回るような独特な書法で知られる。「鵬斎は越後がえりで字がくねり」という川柳が残されているが、良寛より懐素に大きく影響を受けた。
文政2年（1819年）、私財を投じて高輪の泉岳寺に、赤穂浪士の「赤穂四十七義士碑」を建てた。（幕末には高輪接遇所（英国公使館）が泉岳寺の門前および境内にあったため、尊王攘夷の志士に義士墓や顕彰碑がしばしば攻撃され、鵬斎の義士碑も激しく敲かれ破壊された。原刻碑の拓本より影写して明治43年（1910年）に重刻再建した。原碑には、末尾に「鵬斎書廣瀬羣鶴鐫」と刻されていたが、当然ながら再建された現在の碑にはこれがない）
晩年、中風を病み半身不随となるが書と詩作を続けた。享年75。称福寺に葬られる。現在鵬斎が書いたとされる石碑が全国に70基以上確認できる。

## 人物・逸話
鵬斎は心根の優しい人柄でも知られ、浅間山の天明大噴火（天明3年）による難民を救済するため、すべての蔵書を売り払いそれに充てたという。定宿としていた浦和の宿屋の窮状を救うため、百両を気前よく提供したという逸話も残っている。

## 師
- 井上金峨（儒学）
- 三井親和（書）

## 交友
- 谷文晁
- 酒井抱一
- 鈴木其一
- 山本北山
- 大田南畝
- 大窪詩仏

- 鈴木芙蓉
- 春木南湖
- 釧雲泉
- 館柳湾
- 菅茶山
- 稲毛屋山

## 門人
- 日尾荊山
- 亀田綾瀬
- 館柳湾
- 巻菱湖
- 藤田東湖
- 稲垣成斎
- 東條一堂
- 中川由義
- 池守秋水
- 山地蕉窓
- 宮澤雲山

- 野呂陶齋
- 寺本海若
- 高橋一庵
- 仁科白谷
- 白井華陽

## 著書

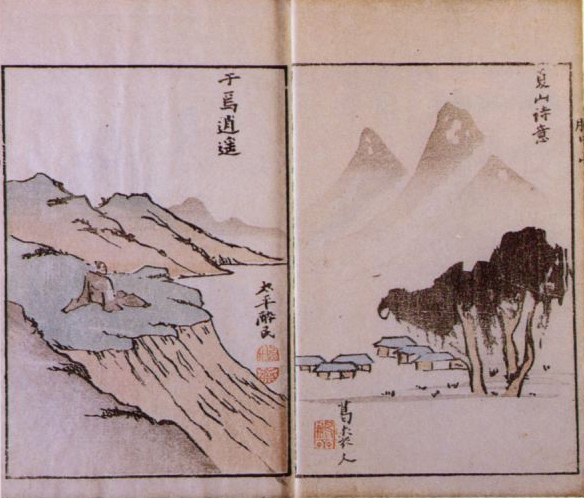
『胸中山』

- 『大学私衡』
- 『東西周考』
- 『黍稷稻梁辨』
- 『伊呂波釈文』
- 『国字攷』

- 『鵬斎文抄』
- 『善身堂詩鈔』
- 『論語撮解』
- 『律數解醉銘帖』（書帖）
- 『胸中山』

- 『候鯖一臠』

## 別号一覧
鵬斎は20以上の号を持つ。呑んだくれ、はぐれ者、老いぼれ等の自己を揶揄した戯号が多い。
- 善身堂（本所出村の書斎の名）
- 風顛生
- 歇惰酔民
- 太平酔民
- 老鈍
- 斗酒学士
- 酔々居士
- 朽木居士
- 欹帽酔民
- 金彩学士

- 鵬蹲居
- 襄陽逸民
- 惰々子
- 墨江老漁
- 塵嚢狂夫
- 酔卿侯府史
- 善身道史
- 墨農
- 碧山学士
- 無悶居士

- 鑿陵閑人

## 蔵書印
- 鵬斎聞人
- 鵬斎
- 金杉老鈍

## 著作など刊本
- 『亀田鵬斎詩文・書画集』杉村英治編　三樹書房、1982
- 『詩集日本漢詩』第15巻　鵬斎先生詩鈔　汲古書院、1989
- 『江戸漢詩選 第1巻』徳田武注　岩波書店、1996
- 『亀田鵬斎印譜集』ハラルト・コンラット編　芸林逍遥木曜会、2000
- 『亀田鵬齋総集』岡村浩編著　小千谷市亀田鵬齋展実行委員会、2007

## 関連文献
- 杉村英治『亀田鵬斎』近世風俗研究会、1978、三樹書房、1985
- 杉村英治『亀田鵬斎の世界』三樹書房、1985
- 橋本栄治「亀田鵬斎」『叢書・日本の思想家 25』明徳出版社、1984
- 徳田武『江戸詩人伝』ぺりかん社、1986
- 徳田進『新考亀田鵬斎』ゆまに書房、1990
- 渥美国泰『亀田鵬斎と江戸化政期の文人達』芸術新聞社、1995
- 『江戸の文人交友録 亀田鵬斎とその仲間たち 渥美コレクションを中心に 平成十年度特別展図録』世田谷区立郷土資料館、1998
- 林淳 『近世・近代の著名書家による石碑集成－日下部鳴鶴・巌谷一六・金井金洞ら28名1500基』勝山城博物館　2017